# Barneville-Carteret
Barneville-Carteret è un comune francese di 2 340 abitanti situato nel dipartimento della Manica nella regione della Normandia, che si affaccia sul golfo di Saint-Malo. È nato dalla fusione dei due ex comuni, ora frazioni, di Barneville-sur-Mer e Carteret.

## Società

### Evoluzione demografica
Abitanti censiti